# 绿嘴地鹃
绿嘴地鹃（学名：Phaenicophaeus tristis）为杜鹃科地鹃属的鸟类，俗名灰毛鸡、大绿嘴地鹃。分布于中国以南、东至印度尼西亚、西至印度、斯里兰卡以及中国大陆的云南至广东以南地方、海南等地，多隐蔽于山林的灌木丛、竹丛以及休息时常停于靠近地面的树桠上。该物种的模式产地在孟加拉。

## 亚种
- 绿嘴地鹃海南亚种（学名：Phaenicophaeus tristis hainanus）。在中国大陆，分布于雷州半岛、广州湾、海南等地。该物种的模式产地在海南那大。[3]
- 绿嘴地鹃云南亚种（学名：Phaenicophaeus tristis saliens）。分布于印度至中南半岛以及中国大陆的西藏、云南、广西等地。该物种的模式产地在越南河内。[4]